# Ngâu rất thơm
Ngâu rất thơm (danh pháp khoa học: Aglaia odoratissima) là một loài thực vật thuộc họ Meliaceae. Loài này có ở Brunei, Ấn Độ, Indonesia, Malaysia, Myanmar, Philippines, Singapore, và Thái Lan.